# Президент Республики Кипр
Президент Республики Кипр (греч. Πρόεδρος της Κυπριακής Δημοκρατίας) — глава государства и глава правительства Республики Кипр. Избирается на пять лет всеобщим голосованием. Выборы проходят в два тура, если в первом туре ни один из кандидатов не получает больше половины голосов, во второй тур выходят два кандидата, набравшие наибольшее количество голосов. Число сроков, которые может занимать один человек подряд, не ограничено. Должность появилась в 1960 году после получения Кипром независимости от Великобритании. В настоящее время президентом является Никос Христодулидис.
Частично признанная Турецкая республика Северного Кипра с 1983 года учредила свой собственный президентский пост.

## Список президентов Кипра
| # | Фото | Имя                                                                                | Начало полномочий | Конец полномочий | Политическая партия                         |
| - | ---- | ---------------------------------------------------------------------------------- | ----------------- | ---------------- | ------------------------------------------- |
| 1 |      | Архиепископ Макариос III (свергнут)                                                | 16 августа 1960   | 15 июля 1974     | беспартийный                                |
| — |      | Никос Сампсон (пришёл к власти в результате переворота)                            | 15 июля 1974      | 23 июля 1974     | ЭОКА-Б                                      |
| — |      | Глафкос Клиридис (исполняющий обязанности как председатель палаты депутатов Кипра) | 23 июля 1974      | 7 декабря 1974   | Объединённая демократическая партия         |
| 1 |      | Архиепископ Макариос III                                                           | 7 декабря 1974    | 3 августа 1977   | беспартийный                                |
| 2 |      | Спирос Киприану                                                                    | 3 сентября 1977   | 28 февраля 1988  | Демократическая партия                      |
| 3 |      | Георгиос Василиу                                                                   | 28 февраля 1988   | 28 февраля 1993  | Объединённые демократы                      |
| 4 |      | Глафкос Клиридис                                                                   | 28 февраля 1993   | 28 февраля 2003  | Демократическое объединение                 |
| 5 |      | Тассос Пападопулос                                                                 | 28 февраля 2003   | 28 февраля 2008  | Демократическая партия                      |
| 6 |      | Димитрис Христофиас                                                                | 28 февраля 2008   | 28 февраля 2013  | Прогрессивная партия трудового народа Кипра |
| 7 |      | Никос Анастасиадис                                                                 | 28 февраля 2013   | 28 февраля 2023  | Демократическое объединение                 |
| 8 |      | Никос Христодулидис                                                                | 28 февраля 2023   | действующий      | беспартийный                                |